# Junji Abe
Junji Abe (Mogi das Cruzes, 15 de dezembro de 1940) é um agricultor e político brasileiro.
Foi prefeito de Mogi das Cruzes, sucedendo ao prefeito Waldemar Costa Filho. 
Foi eleito Deputado Federal em 2010, obtendo 113.156 votos na disputa. Político com perfil de centro-direita, atualmente é filiado ao MDB, tendo sido filiado ao PSDB durante todo o mandato de prefeito. Também passou pelo PSD e pelos extintos DEM, ARENA, PDS e PL. 
Filho de imigrantes japoneses agricultores, foi deputado estadual por três vezes antes de ser eleito prefeito. Sendo suplente do deputado federal Paulo Maluf (PP), Junji Abe assumiu o cargo após a cassação de Maluf.

## Trajetória

### Início da vida pública
Junji Abe ingressou na vida pública em 1972, quando foi eleito vereador de Mogi das Cruzes com 3.876 votos, correspondentes, na época, a 13% do Colégio Eleitoral. 
Foi secretário de Agricultura, Abastecimento, Indústria e Comércio de Mogi.

### Deputado Estadual
Foi deputado estadual por três legislaturas consecutivas, com 30.844 votos na sua primeira eleição em 1990. 
Foi reeleito em 1994, com 40.073 votos.
Em 1998, teve outra reeleição com 59.932 votos.
Ele deixou a Assembléia Legislativa de São Paulo para assumir a Prefeitura.

### Prefeito de Mogi das Cruzes
Junji Abe foi o primeiro prefeito de Mogi das Cruzes a ser re-eleito. 
Em 2000, ele foi eleito com 90.612 votos, sendo  reeleito em primeiro turno em 2004, com 102.689 votos.
Como prefeito, exerceu, por dois mandatos (2001-2002 e 2005-2006), a presidência da Associação dos Municípios do Alto Tietê (AMAT), formada por 11 cidades: Mogi das Cruzes, Arujá, Biritiba Mirim, Ferraz de Vasconcelos, Guararema, Guarulhos, Itaquaquecetuba, Poá, Salesópolis, Santa Isabel e Suzano. Também por duas vezes (2004-2005 e 2006-2007), presidiu o Comitê da Bacia Hidrográfica do Alto Tietê, constituído pelos 38 municípios da Região Metropolitana de São Paulo.
Por cinco vezes, Junji Abe recebeu o título de "Prefeito Empreendedor", Prêmio Governador Mário Covas, concedido pelo Sebrae.